# Hifumi Suzuki
Hifumi Suzuki (18 december 1957) is een Japans boogschutter.
Suziki schiet met een recurveboog in de W2-klasse. Ze deed een aantal keren mee aan de Paralympische Spelen. Ze debuteerde in 1984 en won een zilveren medaille. Op de Spelen in Barcelona (1992) werd ze in de halve finale verslagen door Paola Fantato uit Italië. In de strijd om de bronzen medaille won ze van de Britse Karen Newton.
Op de Spelen in Atlanta (1996) won Suzuki goud. Vier jaar later werd ze in Sydney in de individuele rondes in de halve finale -weer- verslagen door Fantato, ze verloor daarna van Ko Hee Sook en ging zonder prijs naar huis. Met het team sleepte ze de bronzen medaille in de wacht.

## Palmares

### Boogschieten
| 1984 Paralympische Zomerspelen FITA-ronde (individueel) 1992 Paralympische Zomerspelen (individueel) | 1996 Paralympische Zomerspelen (individueel) 2000 Paralympische Zomerspelen (team) |